# Géza Kiss
Géza Kiss (Pálfalva, 22 ottobre 1882 – Budapest, 23 agosto 1952) è stato un nuotatore ungherese.
Partecipò alle gare di nuoto della III Olimpiade di St. Louis del 1904 e vinse due medaglie, una d'argento nella gara di 1 miglio stile libero, nuotando in 28'28"2, secondo solo al tedesco Emil Rausch, e una di bronzo nelle 880 iarde stile libero.
Due anni dopo, durante i Giochi olimpici intermedi di Atene, vinse la medaglia d'oro nella staffetta 4x250 metri stile libero con la squadra ungherese, composta anche da Henrik Hajós, Zoltán Halmay e József Ónody, con un tempo totale di 16'52"4.